# Walton Hills, Ohio
Walton Hills là một làng thuộc quận Cuyahoga, tiểu bang Ohio, Hoa Kỳ. Năm 2010, dân số của làng này là 2281 người.